# 木の実管財
木の実管財株式会社（きのみかんざい）は、山形県山形市に本社を置いた山形銀行系列の企業。2024年12月23日付で解散、翌年3月24日に清算を結了した。

## 概要
地元企業などが出資して、1961年6月「山形信用販売」として発足。1979年3月「山形信販」に商号を変更した。1989年10月には、業容の拡大を目指してジェーシービー（JCB）と提携、加盟店開放型のクレジットカードの発行を開始した。
2006年10月2日に山形銀行が関連会社化し、商号を「やまぎんジェーシービーカード」に変更、JCBのフランチャイジーとなった。しかし、同行グループとしては、クレジットカード業務でやまぎんディーシーカードと、信用保証業務では山銀保証サービスと重複することから、両社へ事業を譲渡し、既存債権の回収・管理を行う企業に特化することとなり、2010年3月19日に「木の実管財」へ改称した。
2024年12月23日付で解散、2025年3月24日に清算を結了した。

## 略歴
- 1961年（昭和36年）6月 - 株式会社山形信用販売として設立。
- 1979年（昭和54年）3月 - 株式会社山形信販に社名変更。
- 1989年（平成元年）10月 - JCBと提携して相互開放型クレジットカードの発行を開始。
- 2006年（平成18年）10月 - 山形銀行の関連会社化、株式会社山形信販をやまぎんジェーシービーカード株式会社に商号変更。
- 2010年（平成22年）
  - 3月19日 - JCBカード業務をやまぎんディーシーカード（現・やまぎんカードサービス）へ譲渡し、木の実管財株式会社に社名変更
  - 4月1日 - 信用保証業務を山銀保証サービスに譲渡し、既存債権の回収・管理を主体とした管財業務会社へ特化。
- 2024年（令和6年）12月23日付で解散。
- 2025年（令和7年）3月24日 - 清算を結了。